# Анихилация
Анихилация (на латински: nihil, пълно унищожение) се нарича процесът на превръщане на двойка частица – античастица при техния сблъсък в други частици с по-малка или нулева маса, например фотони. Сумата от квантовите числа на началната двойка е нула. Поради запазване на енергията и на импулса сборът на квантовите числа на получените частици е също нула.
Най-добре изучена е анихилацията на електрон – позитрон. При ниски енергии се получават фотони, а при високи енергии се получават и по-тежки частици като адрони.